# Ватукоула
Ватукоула (фидж. Vatukoula, дословно «Золотой камень») — золотодобывающее поселение на Фиджи, в 9 км от города Тавуа. Поселение находится на острове Вити-Леву.

## Колониальная история
Ватукоула исторически считается колыбелью современной золотодобывающей промышленности Фиджи. Открытие золота в районе Тавуа приписывают Барону де Эсте, который нашел его в реке Насиви в 1872 году. Примерно 20 лет спустя новозеландский старатель Филдинг начал систематические поиски вдоль реки Насиви. Однако открытие золота в промышленных количествах в 1932 году в Ватукоуле приписывается шотландскому старателю Биллу Бортвику.

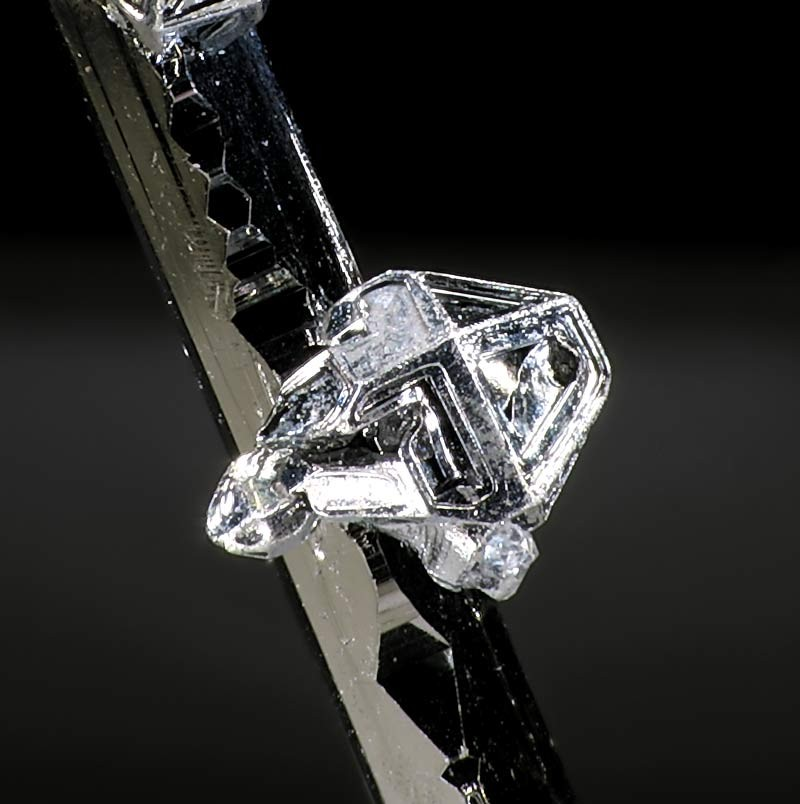
Самородный кристалл теллура на сильваните из рудника Император, Ватукоула, Золотое Поле Тавуа (ширина изображения 2 мм)

В 1934 году Британская колониальная администрация приняла новое постановление о горнодобывающей промышленности, призванное регулировать развитие этой отрасли. В том же году компания Emperor Gold Mining Company Ltd. начинает свою деятельность в Ватукоуле, а затем в 1935 году в Лоломе.
Эти события положили начало «буму» в горнодобывающей промышленности на Фиджи, где производство золота выросло более чем в сто раз — с 931,4 унции в 1934 году до 107 788,5 унции в 1939 году, что на порядок больше, чем в Новой Зеландии и Восточно-австралийских штатах. Указ также положил начало деятельности горнодобывающей инспекции, колониальной горнодобывающей службы Его Величества, которая завербовала австралийца Фрэнк Уайта для создания горнодобывающего департамента в Суве. К 1939 году Уайт (как инспектор шахт) начал геологическое изучение острова Вити-Леву, в результате чего в 1943 году была опубликована первая геологическая карта Фиджи. Развивая эту работу, геология Фиджи была систематически рассмотрена преемником, инспектором шахт Джеймсом Тейлором, в 1953 году. И в том же году более подробный обзор геологии золоторудного месторождения Ватукоулы был опубликован Блатчфордом, геологом компании Emperor Gold Mining Company Ltd. горнодобывающие и фрезерные операции также были подробно рассмотрены соответствующими управляющими компаниями. В Ватукоуле велись как открытые, так и подземные разработки.

## История после обретения независимости (1970 год)
Emperor Mines Limited (EML) закрылась 5 декабря 2006 года из-за низкой цены на золото и высокого уровня капитала, необходимого для поддержания добычи. Она продала свою деятельность Westech International, частной компании, базирующейся в Австралии, которая, в свою очередь, продала шахту китайской компании River Diamonds Plc (позже переименованной в Vatukoula Gold Mines Plc). Закрытие шахты произошло практически без предупреждения, в результате чего 1760 бывших сотрудников, их семьи, местные предприятия и местные чиновники оказались вынуждены бороться с внезапным исчезновением средств к существованию без какого-либо существенного социального планирования. Серьёзность их положения очевидна из представления Комитету по переговорам о закрытии в поддержку общин Ватукоула от 19 января 2007 года.